# Nicole Salathé
Nicole Salathé (* 4. September 1965) ist eine Schweizer Fernsehredaktorin/-produzentin und Moderatorin.
Als Ballettelevin am Theater Basel tanzte Salathé bis 1986 in diversen Opern und Operetten. Danach war sie Schauspielerin am Theater Fauteuil, am Luzerner Theater, am Theater Orchester Biel Solothurn und am Theater St. Gallen. Zudem sammelte sie erste Medienerfahrungen bei Radio Basilisk, wo sie vier Jahre lang diverse Sendungen moderierte und das Kindermagazin 'Binggis & Co.' betreute. 1998 ging sie zu Telebasel, wo sie als Redaktorin, Moderatorin und Produzentin tätig war. 2004 wechselte sie zum Schweizer Fernsehen. Dort ist sie Redaktorin, Produzentin und Regisseurin der Sendung kulturplatz, von 2004 bis 2011 war sie zusätzlich Moderatorin der Sendung.
Für SRF moderierte sie die Liveübertragung der Bregenzer Festspiele (2013, 2015) sowie 2014 das Lucerne Festival und leitete einen Talk bei «Singen ohne Grenzen». Ausserhalb von SRF machte sie diverse Moderationen/Gesprächsleitungen, unter anderem anlässlich Eröffnung Erweiterungsbau Kunstmuseum Basel, Design Preis Schweiz, OperAvenir, Jubiläum «20 Jahre Haute Couture Raphael Blechschmidt», Jubiläum «100 Jahre Fasnachts-Comité», Zurich Film Festival, Red Dot Design Award, UNICEF, Martinu Festival, Clara-Matinéen.